# Білоруський націоналізм

Національний Прапор Білорусі

Білоруський націоналізм (біл. Беларускі нацыяналізм, Biełaruski nacyjanalizm) — ідеологія, яка базується на визнанні білоруської нації вищою цінністю і її первозданності в державі. У сучасних умовах існує певний спектр організацій, ідеологічною основою яких є білоруський націоналізм — від помірно-консервативних (Партія БНФ, КХП-БНФ та ін.) до радикальних. Значна частина білоруських націоналістів виступає за скасування союзних відносин з Росією і, державного статусу російської мови, зміцнення незалежності білоруської держави, прийняття як державних символів історичного біло-червоно-білого прапора та герба Пагоня, розвиток білоруської національної самосвідомості.
У засобах масової інформації і в устах окремих громадських діячів це поняття деколи набуває негативний сенс, у нього вкладається ідея національної переваги, національного антагонізму, національної замкненості.
Націоналізм мав популярність на початку 1990-х років на хвилі кризи комуністичної ідеології та економічної кризи в країні.